# Governo del Nagaland
Il governo del Nagaland è la massima autorità governativa dello Stato indiano del Nagaland e delle sue 11 province.
Come negli altri stati indiani, il capo di stato è il governatore, che è nominato dal presidente dell'India su indicazione del governo centrale ed ha un ruolo prevalentemente cerimoniale. Il primo ministro è il capo del governo ed è incaricato del potere esecutivo. La capitale del Nagaland è Kohima ed ospita la Vidhan Sabha (Assemblea legislativa) e il segretariato. La Guwahati High Court, con sede a Guwahati, Assam, ha un distaccamento a Kohima che esercita il potere giudiziario per i casi con giurisdizione nel Nagaland.
L'assemblea legislativa del Nagaland è unicamerale ed è formata da 60 membri, che rimangono in carica per 5 anni.